# ニュース速報は流れた
『ニュース速報は流れた』（ニュースそくほうはながれた）は、フジテレビNEXTで2009年11月18日より隔週で放送された、同局記念開局テレビドラマ。全10話。

## 概要
2008年4月に開局されたフジテレビNEXTの開局記念番組で、在京民放局CS放送初のオリジナル連続ドラマ。第1話のみフジテレビONEなどでも無料放送された。

## あらすじ
架空のテレビ局(TNN東都テレビ)が舞台で、北海道室蘭市に核ミサイルが落とされた、と小林亮平らが働く報道部にメールが届くことから事件は始まる。深夜から早朝にかけての8時間をほぼリアルタイムで追い、報道部で起こる事件や人間関係が描かれる。

## キャスト
東都テレビ・報道部
- 小林亮平（24歳・AD）：成宮寛貴
- 潮崎俊太郎（52歳・編集長）：小林薫
- 仲村鷹彦（37歳・副編集長）：ARATA
- 向井徹（41歳・プログラムディレクター）：豊原功補
- 江川均（28歳・政治部記者）：やべけんじ
- 大山博嗣（編成局長）：中丸新将

東都テレビ・アナウンス部
- 柴田レイコ（26歳・アナウンサー）：酒井若菜

東都テレビ・コンプライアンス部
- 相馬大輔（35歳・部員）：萩原聖人
- 内田明恵（23歳・アシスタント）：佐津川愛美

子会社・東都システム
- 古賀昭二（38歳・システムエンジニア）：深沢敦

その他
- 遠藤圭一（68歳・キャスター）：児玉清（特別出演）
- 岸由美（45歳・キャスター）：中井美穂
- 栗尾良和：加藤虎ノ介
- 柳本清美：みさきゆう
- 白井哲也（声のみ）：京本政樹
- 黒部慎一郎（防衛大臣）：山本圭
- 藤木康秀（亮平の父親・元北国テレビ）：春田純一
- 北ノ沢優（北ノ沢建設社長）：田口主将
- 園部一彦：伊藤高史
- 刑事：光石研
- 八幡朋昭
- 若山慎
- 大波誠
- 米田拓也
- 速報アナウンサー：松元真一郎（フジテレビアナウンサー）

## スタッフ
- 脚本：君塚良一、金沢達也
- 企画：小牧次郎
- プロデューサー：増本淳、高井一郎（協力）
- 監督：中江功
- 制作：大多亮